# غرانت باركر
غرانت باركر (بالإنجليزية: Grant Parker)‏ هو باحث في تاريخ العصور الكلاسيكية جنوب أفريقي، ولد في 16 مارس 1967.